# Ян Питерсзон Свелинк
Ян Питерсзоон Свеелинк (на нидерландски: Jan Pieterszoon Sweelinck) е нидерландски композитор, органист и педагог. Той често е определян като „мостът между Ренесанса и Барока“ заради необичайните си творби. Музикант с изключително влияние, Свеелинк приживе става известен в Европа с множеството свои вокални творби (около 250), които макар и композирани в ренесансов стил, съдържат изключително сложни контрапунктични мелодии с особени хроматични отклонения. Той е създателят на фугата.

## Биография
Ян Питерсзоон Свеелинк е роден в град Девентер, Източна Нидерландия, в семейство на потомствени музиканти. Почти всички негови предци са били църковни органисти. Учи във Венеция при известния майстор Зарлино, заедно с Ян Вилемсзоон Лоси. Постъпва в Старата църква (Oude Kerk) в Амстердам след смъртта на баща си през 1577 г. Свеелинк освен композитор е бил изключително даровит импровизатор на клавирни инструменти, добър педагог, както и органен техник. Именно поправката на органа е била първата му работа в Старата църква.
Едни от най-големите музиканти и музиковеди на Северногерманската школа са били ученици на Свеелинк, като Якоб Преториус, Готфрид и Самуел Шайдт, Шайдеман и Зиферт. В Германия е бил познат като „създателят на органисти“. Ян Свеелинк умира на 16 октомври 1621 г. в Амстердам.

## Влияние
Свеелинк е най-известният представител на Нидерландската клавирна школа, с огромно влияние върху следващите поколения германски композитори. Творбите му практически полагат началото на Барока със своята усложнена полифония и ритмичност. Освен това той активно използва органната педалиера, която дотогава е рядко е била включвана в органни композиции. Композиторът е бил тясно свързан и с Английската музикална школа – известният британски клавирен майстор Джон Бул пише вариации по негови теми; от друга страна, паваната Lachrimae на Джон Доуланд служи за основа на вариации от Свеелинк. Някои негови произведения са включени в Книгата за виржинал на Фицуилиам. Йохан Себастиян Бах усъвършенства неговото изобретение – фугата и прилага контрапунктичността и хроматичното преминаване през старите ладове в много свои творби.

## Творчество
В творчеството на композитора преобладават вокалните творби – хорали, мотети, шансони, мадригали и псалми (Свеелинк е написал сборник с всички псалми от Библията). Те са общо около 250. Не са малко и клавирните творби – тези за орган са около 70, и неголям брой творби за клавесин. Музиката му е особена, с въздействащо звучене, което не е типично нито за Барока, нито за Ренесанса. Органните произведения на Свеелинк са предимно токати и фантазии (популярни тогава в Италия жанрове – той е бил повлиян от Венецианската школа). Характерни за всички негови творби са хроматичната стъпка, сложната за времето си ритмичност и съчетаването на старите средновековни ладове с новаторски похвати, които ще се използват масово в Барока.
Малко са обаче запазените негови оригинални клавирни ръкописи. Благодарение единствено на преписите от късния XVII век до днес са достигнали повечето му творби за орган и клавесин. Вокалните произведения обаче са били широко разпространявани докато композиторът е бил жив. Някои от особеностите на музиката му включват:
- Ритмична нотация за виржинал, която няма как да бъде „преведена“ на съвременен музикален език. Например съчетаването на половина с четвъртина във вид на триола, изписващо се като четвъртина + четвъртина без опашка.
- Използване на стари ладове (фригийски, дорийски, йонийски и т.н.), които чрез хроматична стъпка преминават в точна тоналност, която после се „разпада“ отново на някой от старите ладове (предимно в органните фантазии).

По-известни творби:
- Дорийска хроматична фантазия за клавесин
- Фригийска фантазия за орган в ла минор
- Еолийска ехо-фантазия (подобна на фуга)
- Da Pacem, Domine, in diebus nostris – 4 вариации
- Puer Nobis Nascitur – 4 вариации
- Nun Komm der Heiden Heiland – 3 вариации